# Willy Wellens
Willy Wellens  est un footballeur belge, né le 29 mars 1954 à Diest (Belgique).
Il a joué comme attaquant puis milieu de terrain au Lierse SK, au RWD Molenbeek, au Standard de Liège, au FC Bruges, au K Beerschot VAV et  au Cercle Bruges. 
Il a été sélectionné en équipe de Belgique à  sept reprises. 

## Palmarès
- International belge de 1976 à 1981 (7 sélections)
- Vice-champion d'Europe en 1980
- Champion de Belgique: 1975 avec le RWD Molenbeek
- Vice-Champion de Belgique: 1980 avec le Standard de Liège; 1985, 1986 avec le FC Bruges
- Coupe de Belgique: 1986 avec le FC Bruges
- Super Coupe de Belgique: 1981 avec le Standard de Liège, 1986 avec le FC Bruges